# Vitrac-Saint-Vincent
Vitrac-Saint-Vincent est une commune du Sud-Ouest de la France, située dans le département de la Charente (région Nouvelle-Aquitaine).

## Géographie

### Localisation et accès
Vitrac-Saint-Vincent est située à l'est de la Charente, aux portes de la Charente limousine, entre Chasseneuil et Montembœuf, 31 km au nord-est d'Angoulême.
Le bourg de Vitrac est à 5 km au sud-est de Chasseneuil, 5 km au nord-ouest de Montembœuf, chef-lieu de son canton, 10 km à l'est de La Rochefoucauld, 12 km au sud-ouest de Roumazières-Loubert, et 28 km au sud de Confolens.
À l'écart des grands axes de circulation, la commune est desservie par la D.60 qui va de La Rochefoucauld à Suaux et Saint-Claud et qui passe au bourg ; la D 27 de Montembœuf à Chasseneuil (qui va jusqu'à Villefagnan) passe au nord du bourg sur la crête, et la D 173 de Mazerolles à Chasseneuil qui lui est parallèle passe sur la crête au sud. La route nationale 141 entre Angoulême et Limoges, maillon occidental de la Route Centre-Europe Atlantique, passe 5 km au nord-ouest de la commune et contourne Chasseneuil par le sud.
La gare la plus proche est celle de Chasseneuil, desservie par des TER à destination d'Angoulême et de Limoges.

### Hameaux et lieux-dits
Le village de Saint-Vincent est situé à 2 km au nord-ouest de celui de Vitrac, en direction de Chasseneuil.
La commune compte quelques gros hameaux :
- Villebœuf au sud-ouest, sur la D 60 ;
- Chez Galardou au nord du bourg sur la D 27 ;
- Margnac au nord-est sur la D 60.

### Communes limitrophes
Les communes limitrophes sont Chasseneuil-sur-Bonnieure, Cherves-Châtelars, Montembœuf, Saint-Adjutory et Suaux.
|             | Suaux                |                   |
| Chasseneuil | Vitrac-Saint-Vincent | Cherves-Châtelars |
|             | Saint-Adjutory       | Montembœuf        |

### Géologie et relief
L'ensemble de la commune est sur un plateau fortement incliné vers le nord-ouest, en appui sur le massif de l'Arbre au sud-est, premier mont du Massif central en venant de l'océan.
Ce plateau est entrecoupé par de profonds vallons que forment des ruisseaux parallèles descendant du massif, et le bourg est niché dans une de ces vallées, qui s'évasent en allant vers le nord-ouest car les plateaux y sont plus bas.
Le sol est calcaire du jurassique inférieur, mais recouvert par un sol détritique d'argile rouge à silex datant du tertiaire et descendant du Massif central. Seule l'extrémité Est de la commune, en fond de vallée de Puyravaud, est occupée par du micaschiste, roche métamorphique du massif primaire qui commence à cet endroit et marquant la fin du Bassin aquitain,,.
La grotte du Cluzeau, au sud-est du bourg, est une grotte calcaire.
Le point culminant de la commune, d'altitude 254 m, est donc naturellement au sud-est au lieu-dit le Breuil. Le point le plus bas, 116 m, est sur la Bonnieure, au pied de Chez Fauquet au nord de la commune.
Le fond du bourg de Vitrac est à l'altitude de 154 m, et le haut du bourg (Chez Galardeau ou la Grange) est à l'altitude de 180 m.

### Hydrographie

#### Réseau hydrographique
La commune est située dans le bassin versant de la Charente au sein du Bassin Adour-Garonne. Elle est drainée par la Bonnieure, le Rivaillon, la Gane, la Retéssière, le ruisseau des Pennes et par divers petits cours d'eau, qui constituent un réseau hydrographique de 20 km de longueur totale,.
La commune est traversée du sud-est vers le nord-ouest par des ruisseaux parallèles qui descendent du Massif de l'Arbre et des communes de Montembœuf et Mazerolles, et qui se jettent tous dans la Bonnieure, affluent de la Charente, dans la commune de Chasseneuil à 1 km à peine après leur sortie de la commune.
Le Rivaillon prend sa source près de Montembœuf, et passe au bourg de Vitrac et aussi à Saint-Vincent.
Le ruisseau du Maine Goidou (ou la Gane), parallèle et à peine plus au sud, naît quasiment dans la commune, en limite de celle de Saint-Adjutory.
La Retessière, ruisseau plus petit prenant sa source à la fontaine de la Broue, fait la limite sud-ouest de la commune.
La Bonnieure en amont de Chasseneuil marque la limite nord de la commune.
Il faut compter aussi de nombreuses fontaines et retenues d'eau facilitées par la terre argileuse.

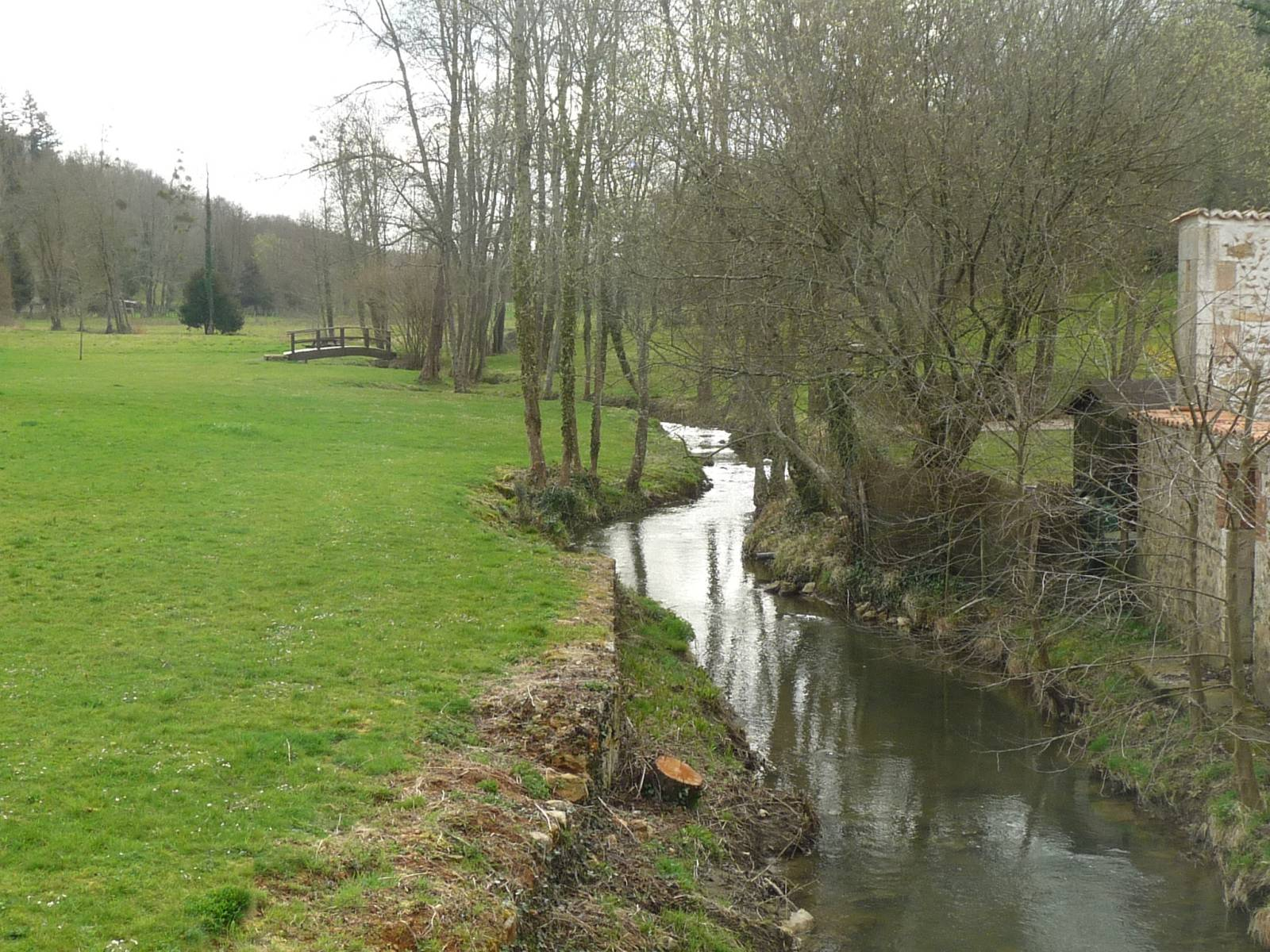
Le Rivaillon vu vers l'amont à Vitrac.
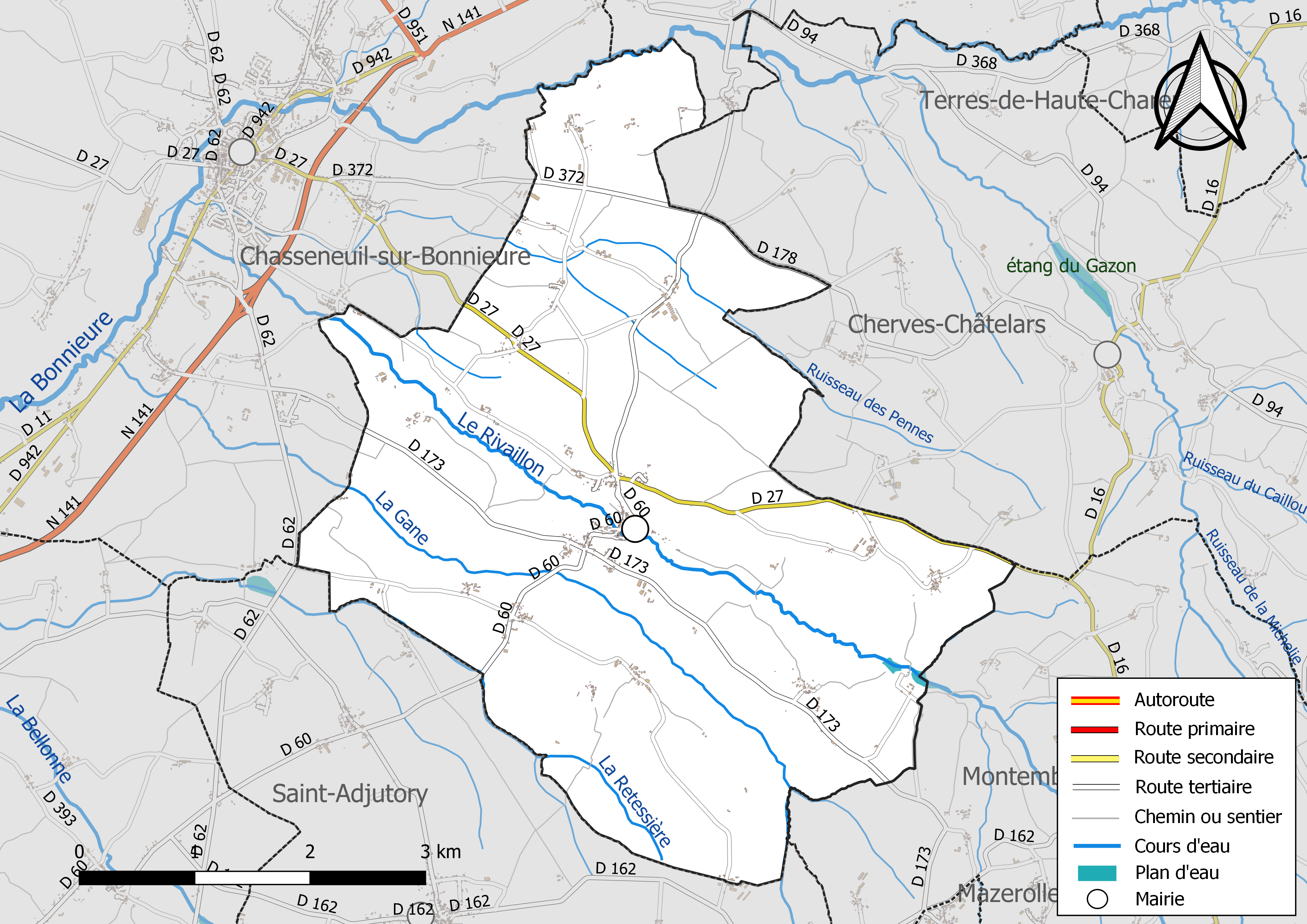
Réseaux hydrographique et routier de Vitrac-Saint-Vincent

#### Gestion des eaux
Le territoire communal est couvert par le schéma d'aménagement et de gestion des eaux (SAGE) « Charente ». Ce document de planification, dont le territoire correspond au bassin de la Charente, d'une superficie de 9 300 km2, a été approuvé le 19 novembre 2019. La structure porteuse de l'élaboration et de la mise en œuvre est l'établissement public territorial de bassin Charente. Il définit sur son territoire les objectifs généraux d’utilisation, de mise en valeur et de protection quantitative et qualitative des ressources en eau superficielle et souterraine, en respect des objectifs de qualité définis dans le troisième SDAGE  du Bassin Adour-Garonne qui couvre la période 2022-2027, approuvé le 10 mars 2022.

### Climat
Le climat est océanique aquitain, légèrement dégradé de par le relief surtout à l'est de la commune.

### Végétation
La commune est assez boisée, principalement à l'est. Le reste se partage surtout en riches prairies propices à l'élevage. L'ouest de la commune comporte plus de terres agricoles (céréales, fourrage).

## Urbanisme

### Typologie
Au 1er janvier 2024, Vitrac-Saint-Vincent est catégorisée commune rurale à habitat très dispersé, selon la nouvelle grille communale de densité à 7 niveaux définie par l'Insee en 2022.
Elle est située hors unité urbaine et hors attraction des villes,.

### Occupation des sols
L'occupation des sols de la commune, telle qu'elle ressort de la base de données européenne d’occupation biophysique des sols Corine Land Cover (CLC), est marquée par l'importance des territoires agricoles (73,8 % en 2018), en diminution par rapport à 1990 (75,1 %). La répartition détaillée en 2018 est la suivante : 
zones agricoles hétérogènes (38,8 %), forêts (24,6 %), prairies (19,3 %), terres arables (15,7 %), zones urbanisées (1,5 %). L'évolution de l’occupation des sols de la commune et de ses infrastructures peut être observée sur les différentes représentations cartographiques du territoire : la carte de Cassini (XVIIIe siècle), la carte d'état-major (1820-1866) et les cartes ou photos aériennes de l'IGN pour la période actuelle (1950 à aujourd'hui).

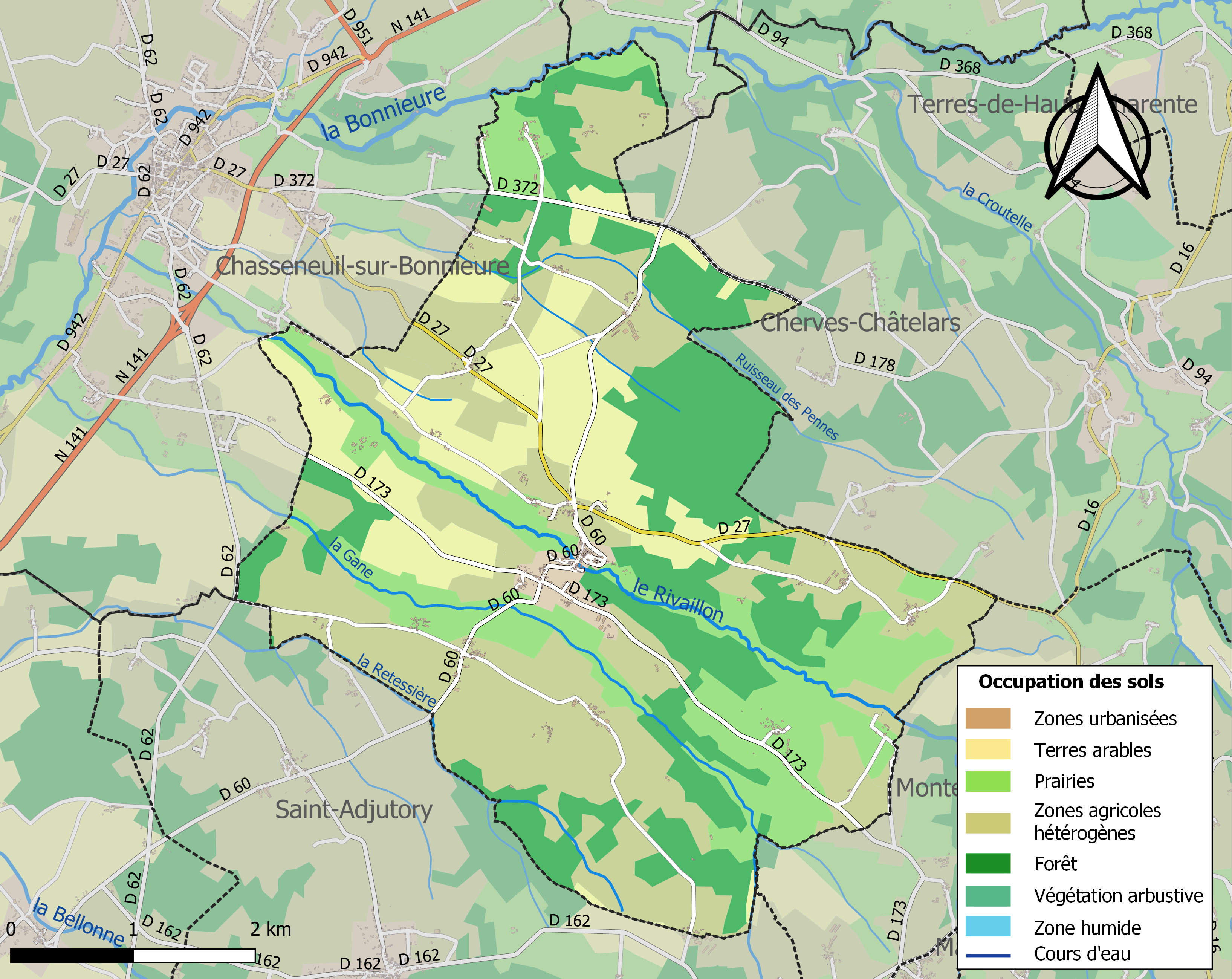
Carte des infrastructures et de l'occupation des sols de la commune en 2018 (CLC).

### Risques majeurs
Le territoire de la commune de Vitrac-Saint-Vincent est vulnérable à différents aléas naturels : météorologiques (tempête, orage, neige, grand froid, canicule ou sécheresse), mouvements de terrains et séisme (sismicité faible). Il est également exposé à un risque technologique,  le transport de matières dangereuses. Un site publié par le BRGM permet d'évaluer simplement et rapidement les risques d'un bien localisé soit par son adresse soit par le numéro de sa parcelle.

#### Risques naturels

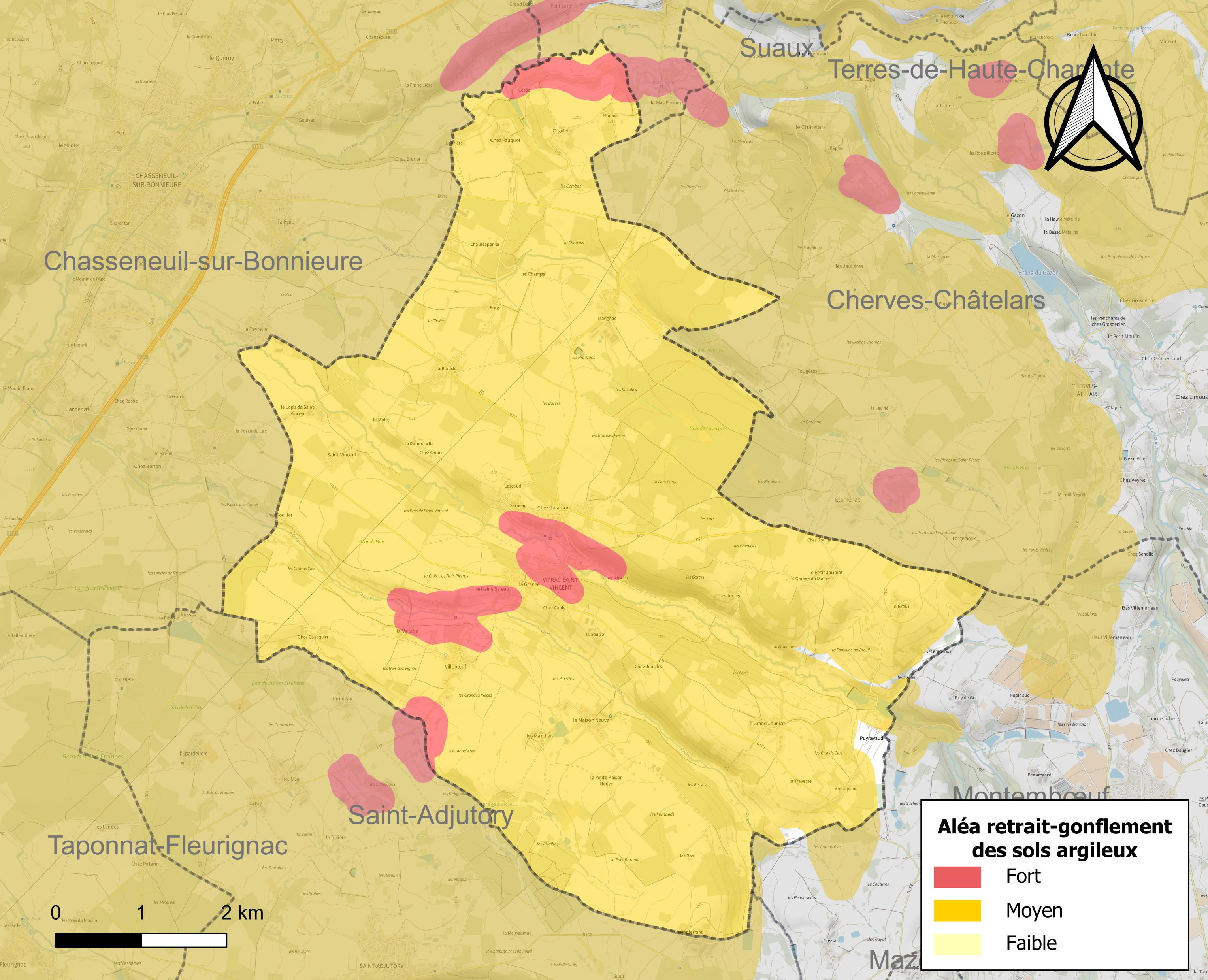
Carte des zones d'aléa retrait-gonflement des sols argileux de Vitrac-Saint-Vincent.

Les mouvements de terrains susceptibles de se produire sur la commune sont des glissements de terrain.
Le retrait-gonflement des sols argileux est susceptible d'engendrer des dommages importants aux bâtiments en cas d’alternance de périodes de sécheresse et de pluie. 99,1 % de la superficie communale est en aléa moyen ou fort (67,4 % au niveau départemental et 48,5 % au niveau national). Sur les 322 bâtiments dénombrés sur la commune en 2019,  322 sont en aléa moyen ou fort, soit 100 %, à comparer aux 81 % au niveau départemental et 54 % au niveau national. Une cartographie de l'exposition du territoire national au retrait gonflement des sols argileux est disponible sur le site du BRGM,.
Par ailleurs, afin de mieux appréhender le risque d’affaissement de terrain, l'inventaire national des cavités souterraines permet de localiser celles situées sur la commune.
La commune a été reconnue en état de catastrophe naturelle au titre des dommages causés par les inondations et coulées de boue survenues en 1982, 1983, 1999 et 2009. Concernant les mouvements de terrains, la commune a été reconnue en état de catastrophe naturelle au titre des dommages causés par la sécheresse en 2005 et par des mouvements de terrain en 1999.

#### Risques technologiques
Le risque de transport de matières dangereuses sur la commune est lié à sa traversée par une ou des infrastructures routières ou ferroviaires importantes ou la présence d'une canalisation de transport d'hydrocarbures. Un accident se produisant sur de telles infrastructures est susceptible d’avoir des effets graves sur les biens, les personnes ou l'environnement, selon la nature du matériau transporté. Des dispositions d’urbanisme peuvent être préconisées en conséquence.

## Toponymie
Vitrac est attesté sous la forme ancienne Vitraco en 1389.
L'origine du nom de Vitrac remonterait à un nom de personne gallo-romain Victorius auquel est apposé le suffixe -acum, ce qui correspondrait à Victoriacum, « domaine de Victorius »,.
Saint-Vincent est attesté sous la forme ancienne Sanctus Vincenthus (non datée). Vincent, diacre de Saragosse, a été martyrisé à Valence en 304.

### Dialecte
La commune est dans la partie occitane de la Charente qui en occupe le tiers oriental, et le dialecte est limousin. Elle se nomme Vitrac en occitan.

## Histoire
Des vestiges attestent l'ancienneté de l'occupation dans la commune.
La voie romaine d'Agrippa, de Saintes à Lyon par Saint-Cybardeaux et Limoges, traversait la commune du sud-ouest au nord-est par Saint-Vincent et Margnac. Des traces, à flanc de coteau, lui ont été attribuées près de la Vallade.
Les traces d'un camp antique ont été retrouvées au nord de la commune, à 100 m au nord du hameau de Chez Fauquet (aussi orthographié chez Fouquet) et surplombant la vallée de la Bonnieure; il fait 100 mètres de côté environ. Il est proche de celui des Peines, sur la commune de Chasseneuil-sur-Bonnieure,,.
Au Moyen Âge, l'église de Vitrac était le siège d'un prieuré régulier, membre de l'abbaye de Saint-Maixent, dans les Deux-Sèvres. Conventuel à l'origine, ce prieuré a subsisté jusqu'à la fin du XVe siècle. Dès l'année 1580, le logis prieural tombait en ruines. Le Livre des fiefs de Guillaume de Blaye, évêque d'Angoulême, mentionne également l'existence d'un prieuré dans le hameau de Cogulet dans la seconde moitié du XIIIe siècle : il dépendait de l'archiprêtré de Chasseneuil.
Au hameau de la Motte, dominant le village de Saint-Vincent, se trouve la motte castrale de la seigneurie de Saint-Vincent : le Livre des fiefs de Guillaume de Blaye mentionne l'hommage rendu par Geoffroy de Saint-Vincent (Gauffridus de Sancto Vincencio) à Guillaume de Blaye. 
La paroisse de Saint-Vincent possédait une église qui fut détruite au début du XVIIIe siècle car désaffectée. Les pierres de l'église servirent de pierre de construction aux bâtiments du village, dont le logis de Saint-Vincent où fut trouvé au XXe siècle une pierre tombale de style roman datée du XIIe siècle. 
La famille de Mascureau est seigneur de Puyraveau aux XVe et XVIe siècles.
Le château de Saint-Vincent a appartenu aux familles de James puis de La Forterie, avant d'être la propriété après 1904 du marquis Horric de La Mothe-Saint-Genis.
En 1789, après la Révolution, les communes de Vitrac et de Saint-Vincent sont formées à partir de leurs paroisses respectives. Entre 1801 et 1806, les deux communes fusionnent.
Au début du XXe siècle, l'industrie dans la commune était représentée par une minoterie.
Juste avant la Seconde Guerre mondiale, le 14 août 1939, les habitants de Siersthal en Moselle sont sommés de quitter leurs habitations, et sont accueillis dans leur exode par les habitants de Vitrac-Saint-Vincent où ils arriveront le 13 septembre. Ils y resteront pendant une année et des liens se sont noués entre les deux communes.

## Administration

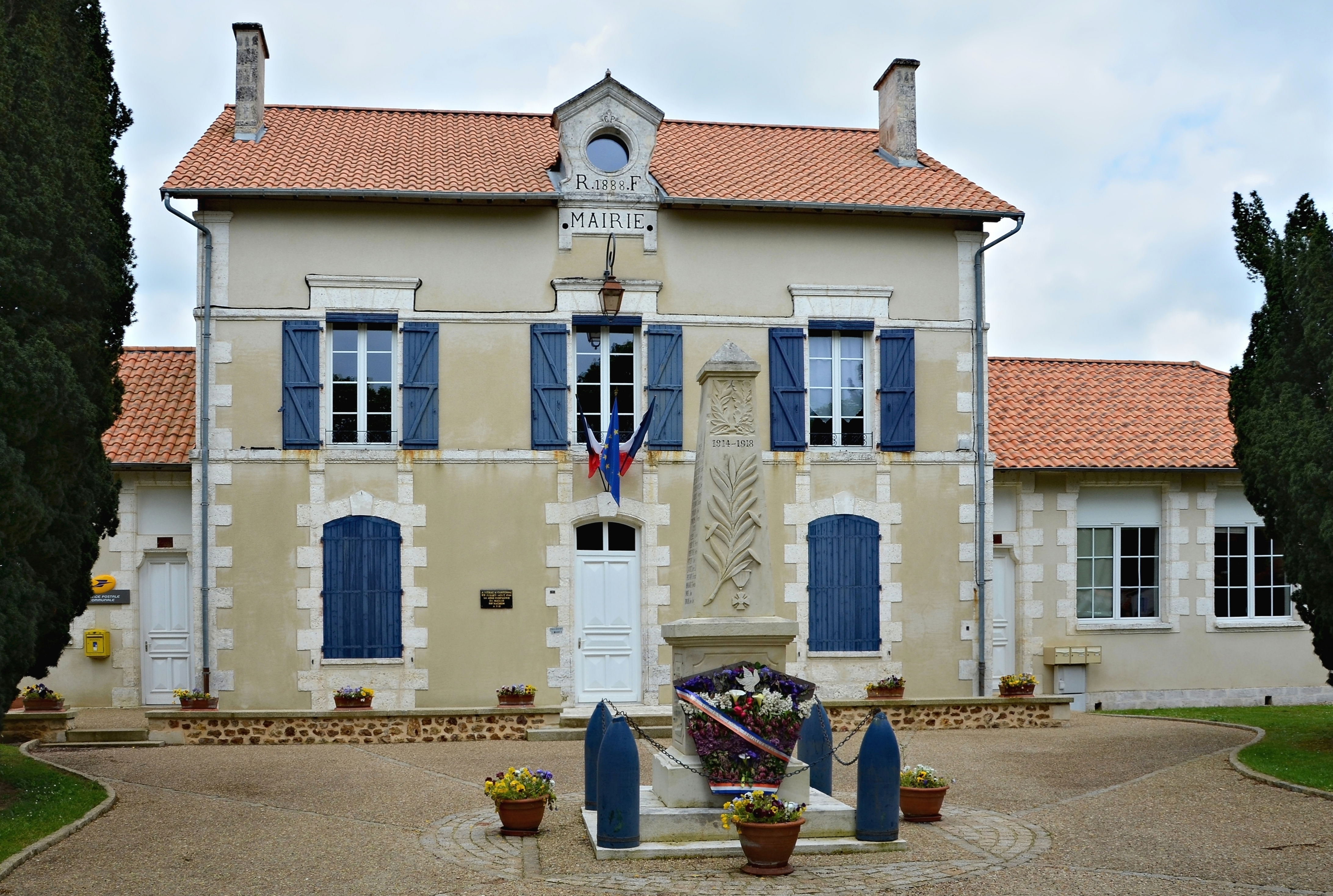
La mairie.

| Période                                  | Période  | Identité      | Étiquette | Qualité     |
| ---------------------------------------- | -------- | ------------- | --------- | ----------- |
| Les données manquantes sont à compléter. |          |               |           |             |
| 1995                                     | 2014     | Alain Compin  | SE        | Agriculteur |
| 2014                                     | En cours | Pierre Soulat |           |             |

## Démographie

### Évolution démographique
L'évolution du nombre d'habitants est connue à travers les recensements de la population effectués dans la commune depuis 1793. Pour les communes de moins de 10 000 habitants, une enquête de recensement portant sur toute la population est réalisée tous les cinq ans, les populations de référence des années intermédiaires étant quant à elles estimées par interpolation ou extrapolation. Pour la commune, le premier recensement exhaustif entrant dans le cadre du nouveau dispositif a été réalisé en 2005.

En 2022, la commune comptait 494 habitants, en évolution de −4,45 % par rapport à 2016 (Charente : −0,48 %, France hors Mayotte : +2,11 %).
| 1793  | 1800  | 1806  | 1821  | 1831  | 1841  | 1846  | 1851  | 1856  |
| ----- | ----- | ----- | ----- | ----- | ----- | ----- | ----- | ----- |
| 1 147 | 1 192 | 1 120 | 1 183 | 1 443 | 1 365 | 1 419 | 1 422 | 1 312 |

| 1861  | 1866  | 1872  | 1876  | 1881  | 1886  | 1891  | 1896  | 1901  |
| ----- | ----- | ----- | ----- | ----- | ----- | ----- | ----- | ----- |
| 1 250 | 1 224 | 1 097 | 1 080 | 1 149 | 1 189 | 1 163 | 1 128 | 1 072 |

| 1906  | 1911 | 1921 | 1926 | 1931 | 1936 | 1946 | 1954 | 1962 |
| ----- | ---- | ---- | ---- | ---- | ---- | ---- | ---- | ---- |
| 1 057 | 992  | 902  | 863  | 815  | 773  | 715  | 689  | 626  |

| 1968 | 1975 | 1982 | 1990 | 1999 | 2005 | 2006 | 2010 | 2015 |
| ---- | ---- | ---- | ---- | ---- | ---- | ---- | ---- | ---- |
| 545  | 534  | 514  | 513  | 512  | 519  | 526  | 515  | 516  |

| 2020 | 2022 | - | - | - | - | - | - | - |
| ---- | ---- | - | - | - | - | - | - | - |
| 499  | 494  | - | - | - | - | - | - | - |

### Pyramide des âges
La population de la commune est relativement âgée.
En 2018, le taux de personnes d'un âge inférieur à 30 ans s'élève à 23,4 %, soit en dessous de la moyenne départementale (30,2 %). À l'inverse, le taux de personnes d'âge supérieur à 60 ans est de 35,3 % la même année, alors qu'il est de 32,3 % au niveau départemental.
En 2018, la commune comptait 264 hommes pour 250 femmes, soit un taux de 51,36 % d'hommes, largement supérieur au taux départemental (48,41 %).
Les pyramides des âges de la commune et du département s'établissent comme suit.
| Hommes | Classe d’âge | Femmes |
| ------ | ------------ | ------ |
| 1,2    | 90 ou +      | 2,1    |
| 6,6    | 75-89 ans    | 10,3   |
| 27,7   | 60-74 ans    | 22,6   |
| 22,7   | 45-59 ans    | 23,0   |
| 18,0   | 30-44 ans    | 18,9   |
| 7,8    | 15-29 ans    | 8,6    |
| 16,0   | 0-14 ans     | 14,4   |

| Hommes | Classe d’âge | Femmes |
| ------ | ------------ | ------ |
| 1      | 90 ou +      | 2,7    |
| 9,2    | 75-89 ans    | 12     |
| 20,6   | 60-74 ans    | 21,3   |
| 20,7   | 45-59 ans    | 20,3   |
| 16,8   | 30-44 ans    | 16     |
| 15,6   | 15-29 ans    | 13,4   |
| 16,1   | 0-14 ans     | 14,3   |

### Remarques
Vitrac a absorbé Saint-Vincent (77 habitants) avant 1806.

## Équipements, services et vie locale

### Enseignement
L'école est un RPI entre Montembœuf et Vitrac-Saint-Vincent. Montembœuf accueille l'école élémentaire et Vitrac l'école maternelle, avec deux classes. Le secteur du collège est Montembœuf.

### Vie locale

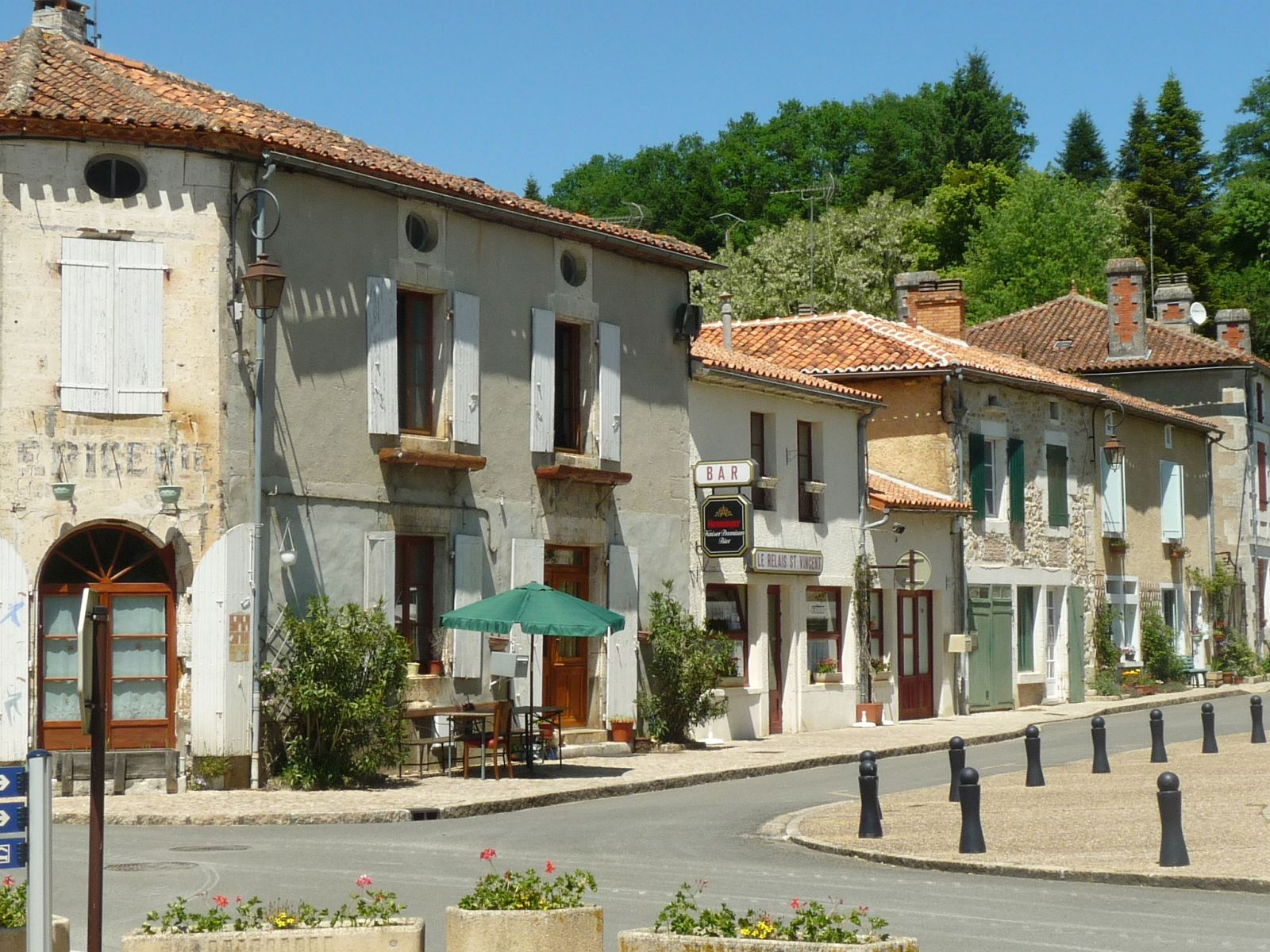
La place centrale.
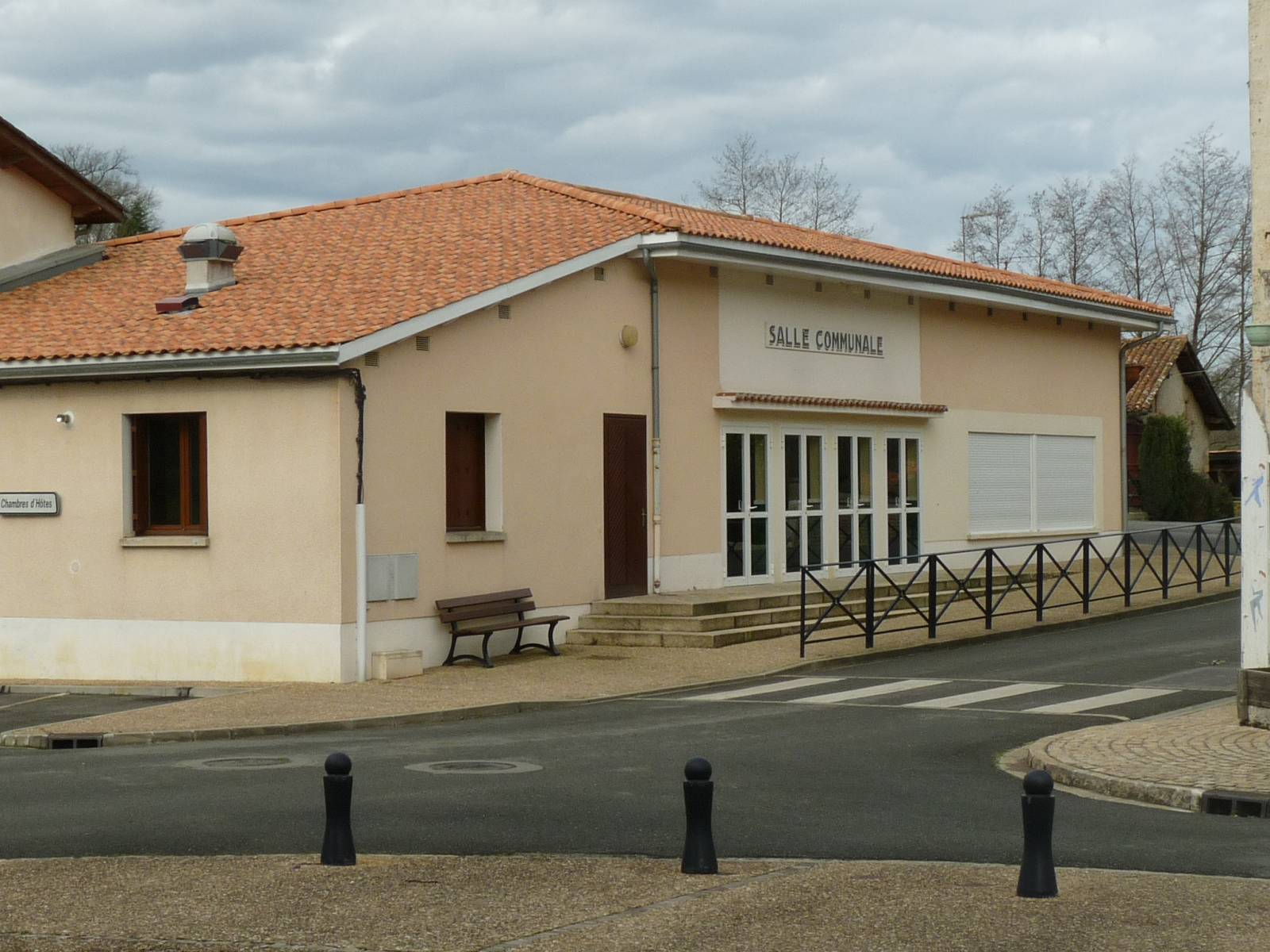
La salle des fêtes.

## Lieux et monuments

### Patrimoine religieux
- L'église paroissiale, ancien prieuré Saint-Maixent, est un édifice roman des XIIe et XIIIe siècles, dont la nef a été remaniée au XVe siècle.
- Fontaine Saint-Maixent, située derrière l'église, elle était une fontaine de dévotion.
- La chapelle de Saint-Vincent, situé à Saint-Vincent, à 500 m du logis du même nom.

L'église Saint-Maixent de Vitrac
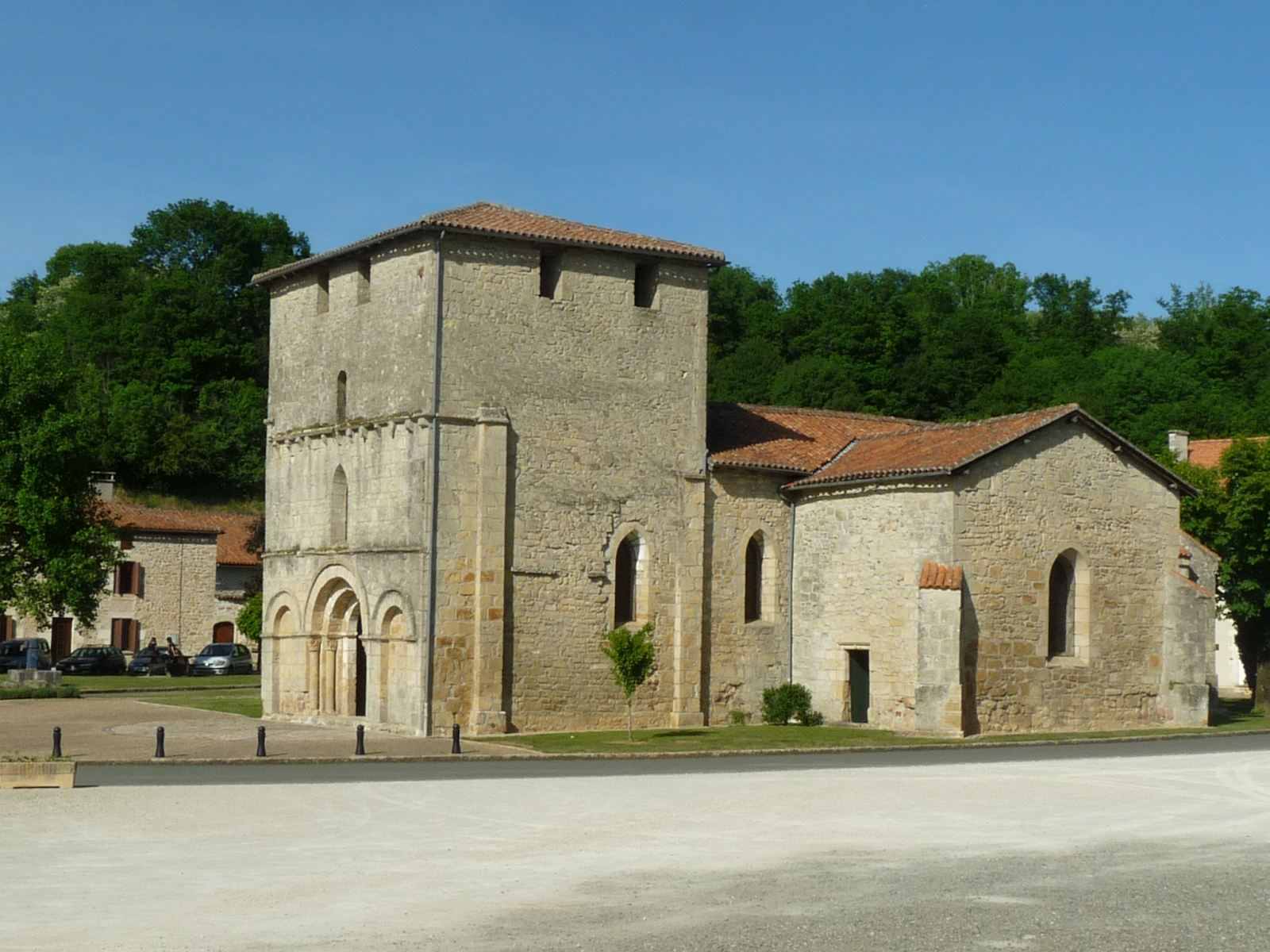
Vue générale.
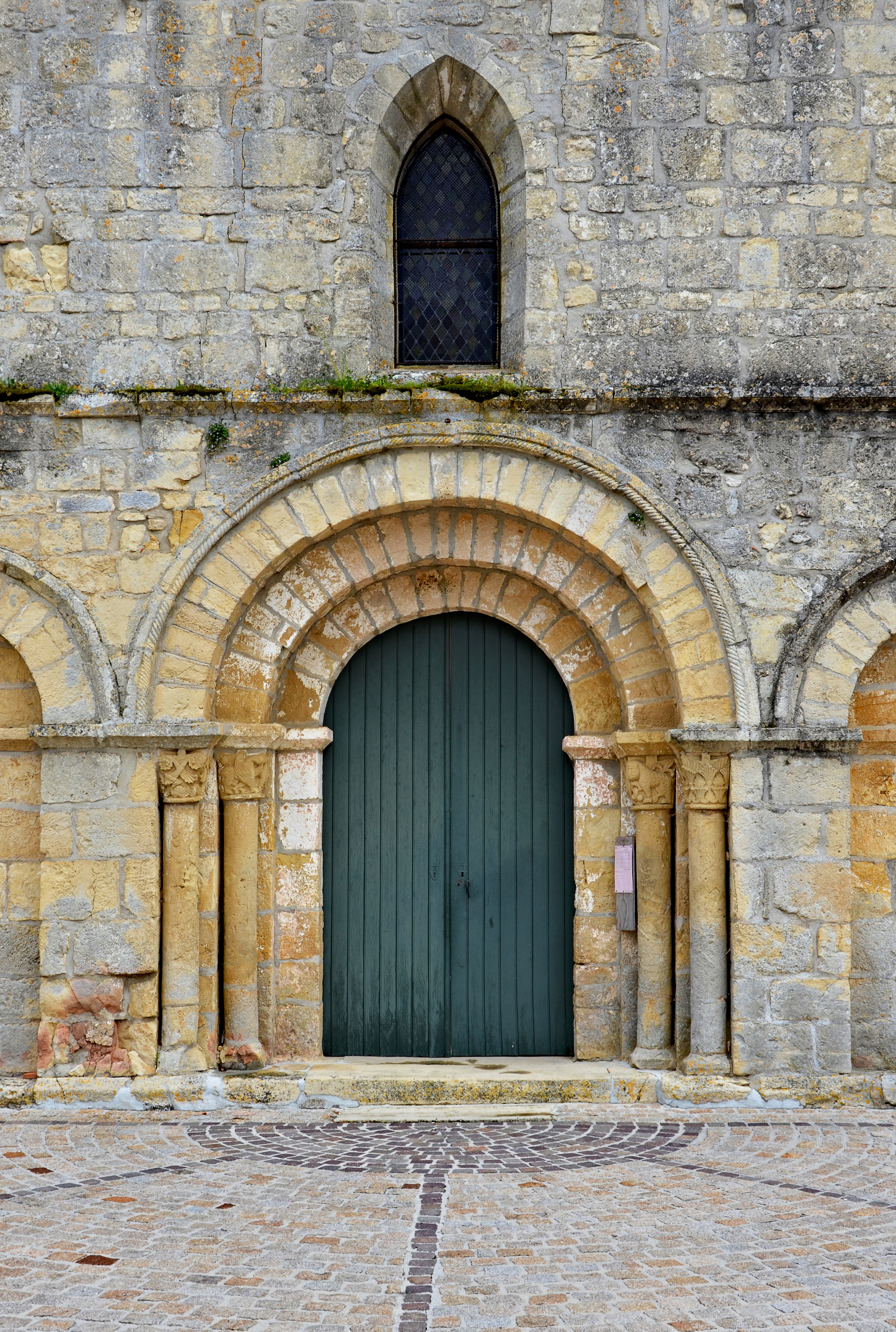
Le portail.
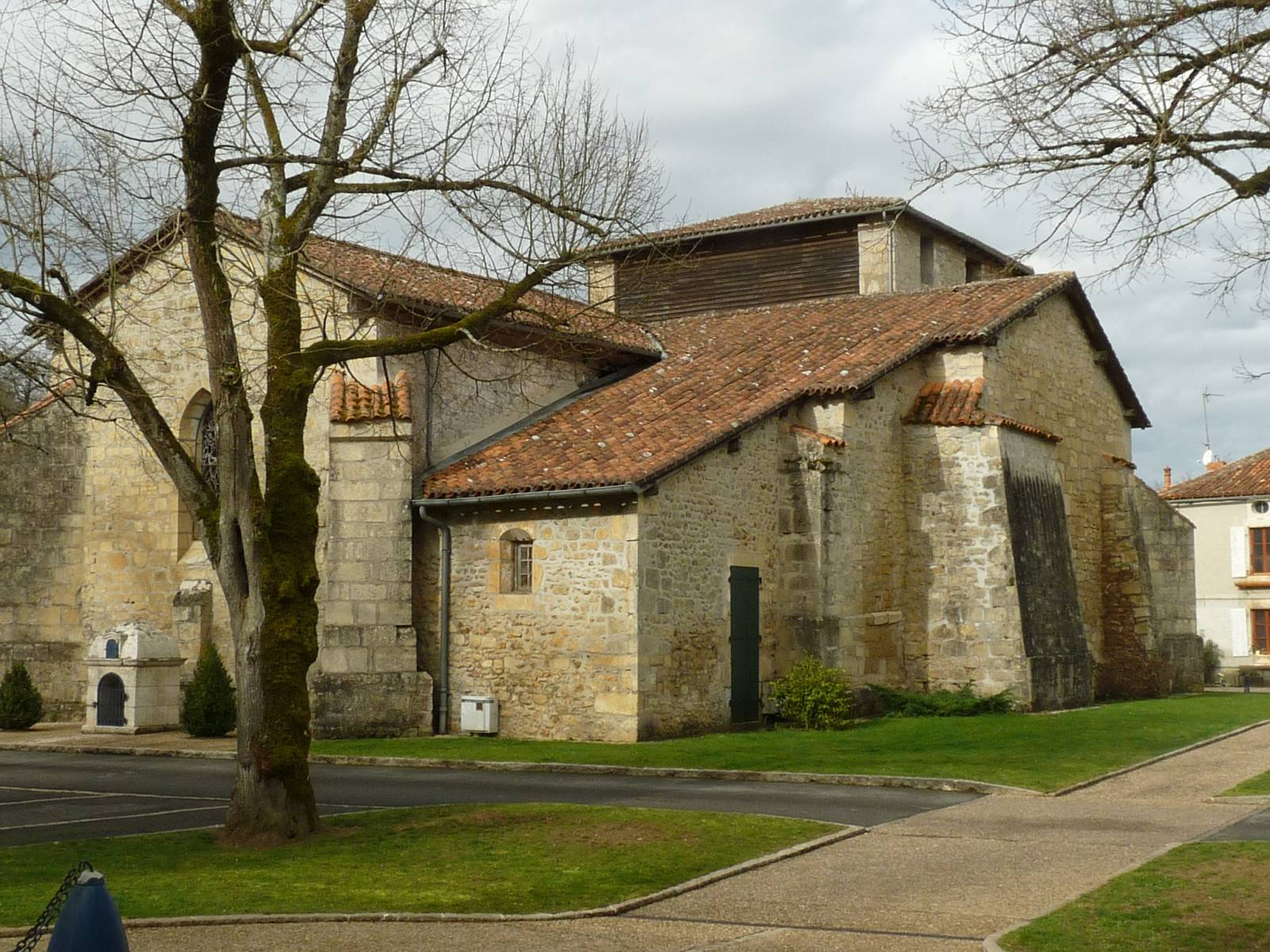
L'arrièr.e
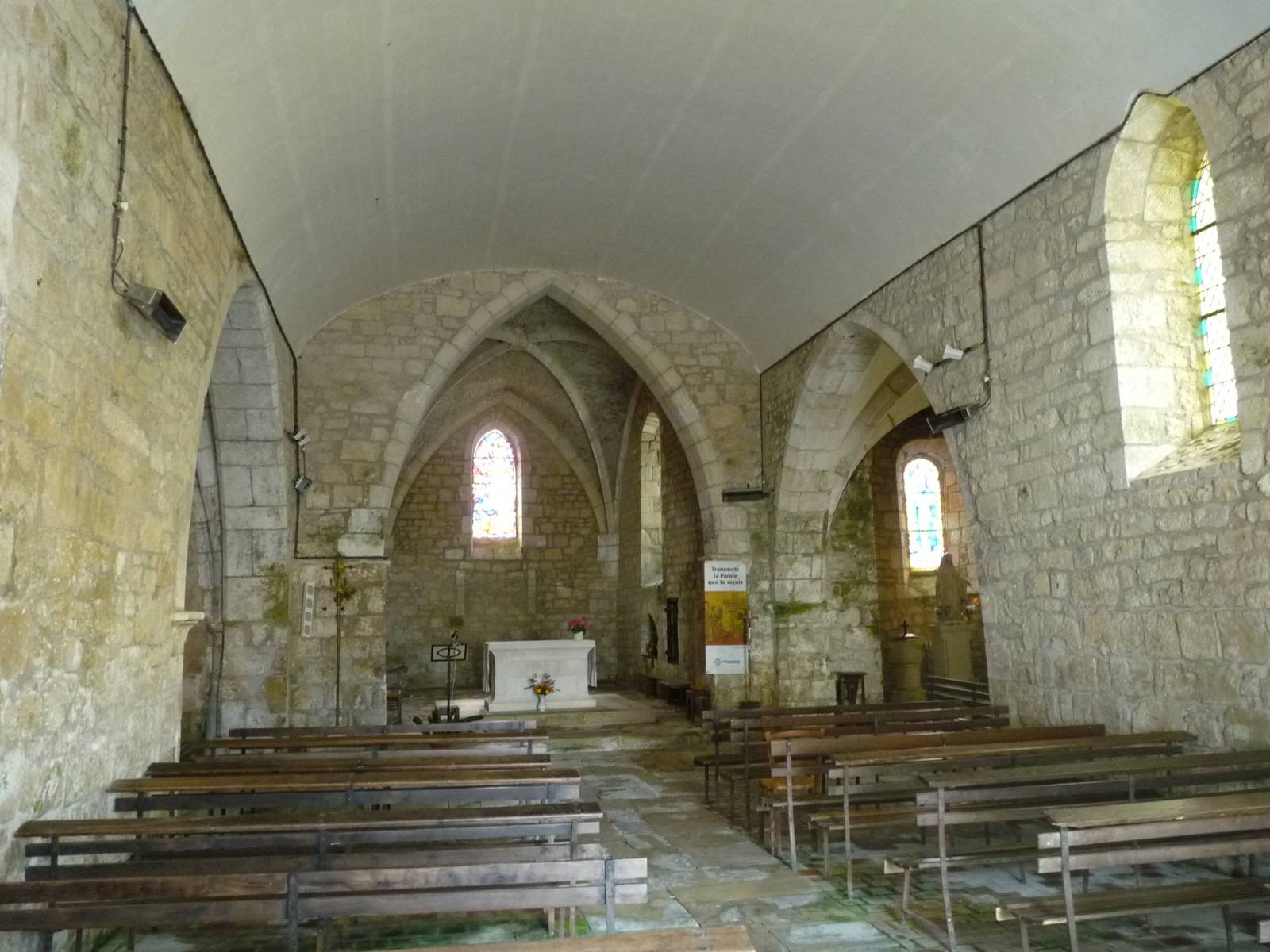
L'intérieur.
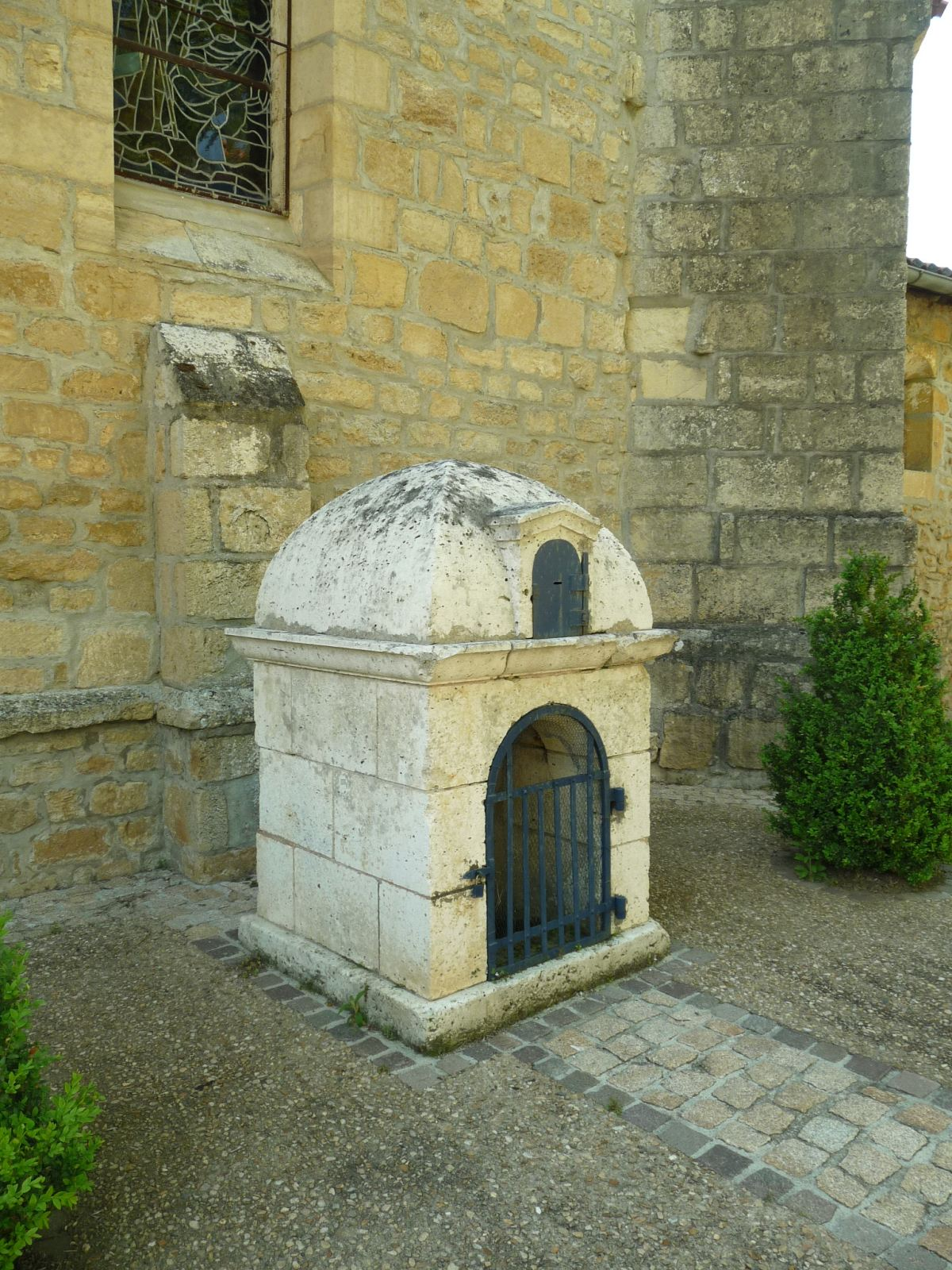
La fontaine de dévotion.

### Patrimoine civil
- La forge de Puyravaud ; elle date de 1820, et est inscrite monument historique depuis 1994[40],[41].

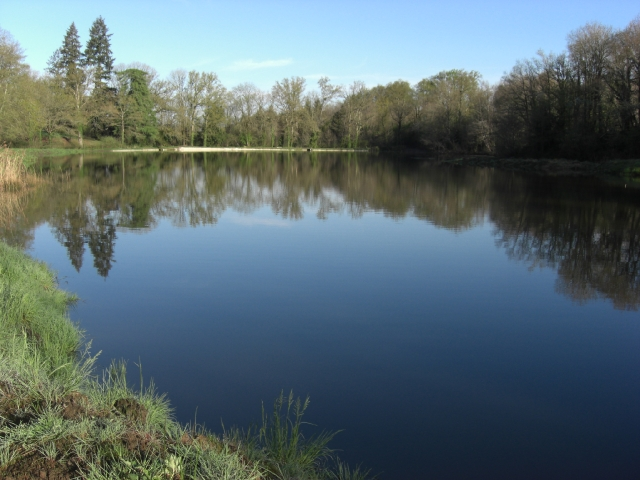
Lac de Puyravaud.

### Patrimoine environnemental
- Le lac de Puyravaud.
- La grotte du Cluzeau est située à 500 m en amont du bourg, dans la vallée du Rivaillon, sur sa rive gauche.

## Personnalités liées à la commune
- La chanteuse belge Lio a habité Vitrac-Saint-Vincent pendant quelques années (entre 1993 et 1999)[réf. souhaitée].